# Сад Линнея
Сад Линнея (швед. Linnéträdgården) — один из самых старых ботанических садов; расположен возле Уппсальского университета в Швеции. В этом саду растут преимущественно те виды растений, которые были описаны самим Карлом Линнеем (1707—1778).

## История

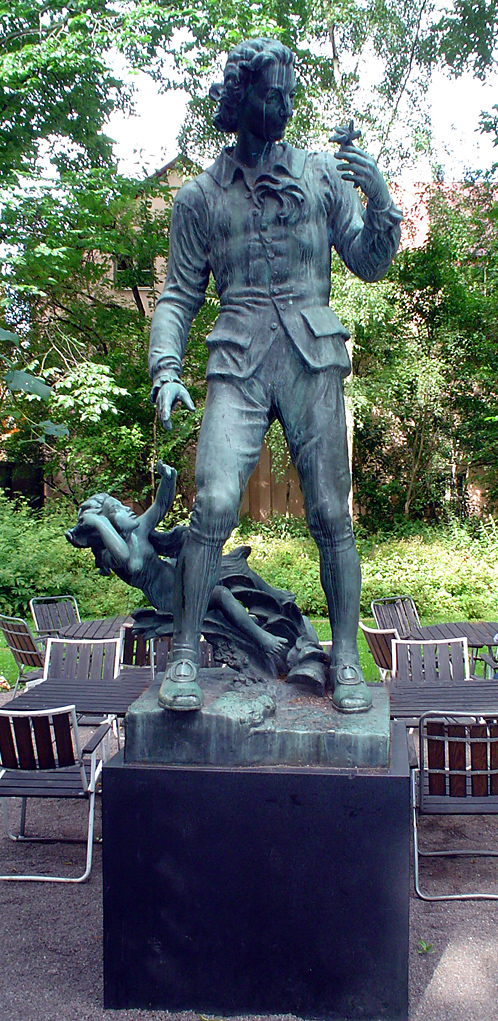
Памятник Карлу Линнею. Сад Линнея, Уппсала

Изначально сад был спланирован и создан шведским профессором медицины Улофом Рудбеком-старшим в 1655 году. В конце XVII столетия здесь росло приблизительно 1800 различных видов растений, однако сад был сильно повреждён во время пожара города Уппсалы в 1702 году. При Улофе Рудбеке-младшем, принявшим управление садом после смерти отца-основателя, сад пришёл в упадок; в 1739 году в нём росло лишь около трёхсот видов растений.
В начале 1729 года, когда молодой Линней находился в этом саду, его встретил профессор ботаники Улоф Цельсий (1670—1756), с которым они в итоге долго разговаривали. Цельсий (родной дядя астронома Андерса Цельсия) был удивлён глубокими познаниями студента и взял его под свою опеку.
Карл Линней стал отвечать за этот сад в 1741 году и перестроил его согласно своим идеям, что отражено в его труде Hortus Upsaliensis (1748), где перечислены виды растений (около трёх тысяч), которые росли в «его» саду. В 1745 году Линней поручил архитектору Карлу Хорлеману новое обустройство сада согласно его новой системе классов и порядков растений.
Позже, в 1787 году, сады Замка Упсалы были пожертвованы местному университету королём Густавом III, чтобы служить новым ботаническим садом. Инициатором этого стал Карл Петер Тунберг (прозванный за вклад в науку «отцом южноафриканской ботаники» и «японским Линнеем»), который в это время был директором сада. Он по случаю 100-летия Линнея в 1807 году перенёс практически все растения из старого сада в новый. В результате старый сад потерял своё значение и пришёл в упадок.

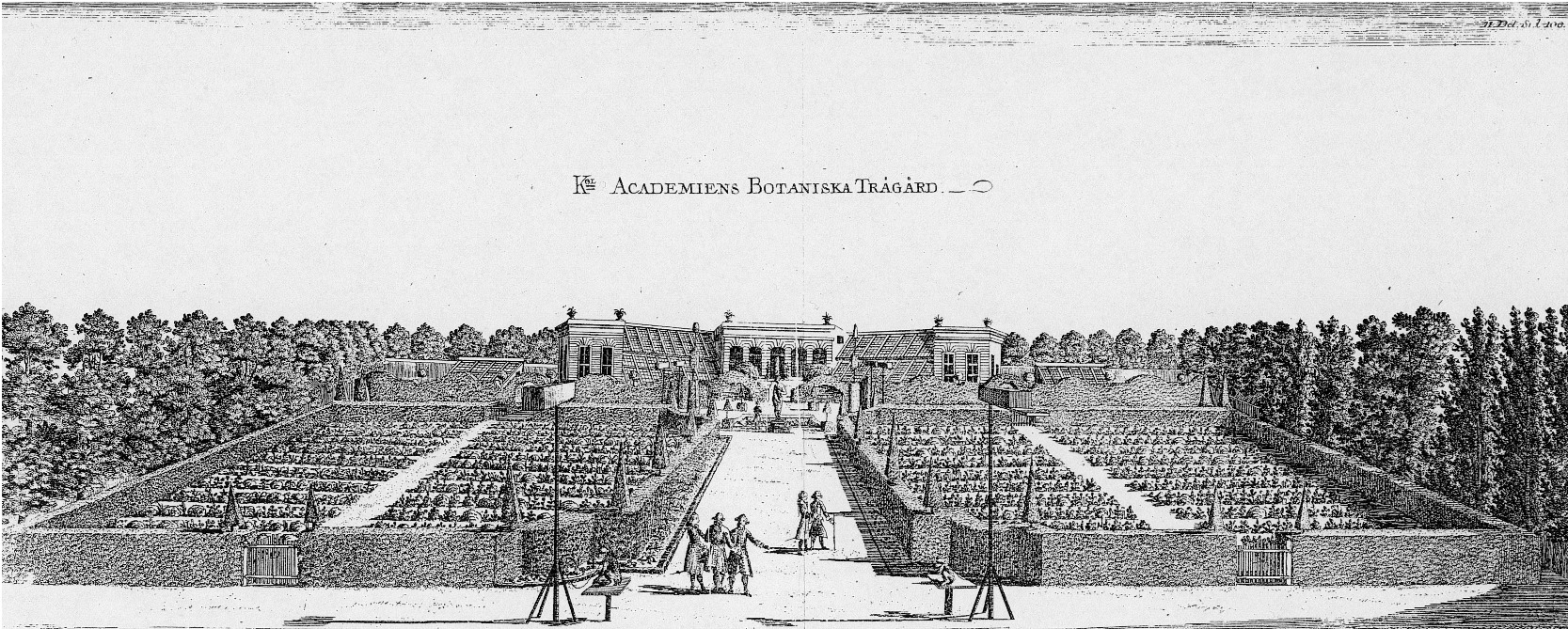
Гравюра сада 1770 года

## Реконструкция
В 1917 году, в год 210-летия Линнея, сад был куплен Шведским линнеевским обществом, основанным в том же году, восстановлен в 1918—1923 годах согласно детальному описанию в Hortus Upsaliensis и назван в честь Линнея. Позднее сад был возвращён университету, а Линнеевский Музей в доме, в котором жил Линней, по-прежнему управляется Обществом.
Сегодня в саду произрастает около 1300 видов растений. Возможно, это самый известный у местного населения сад в Швеции, так как он изображён на каждой банкноте достоинством 100 крон.

## Адрес
SE-755 98 Uppsala, Svartbäcksgatan 27, The Linnaeus garden/Linnéträdgården

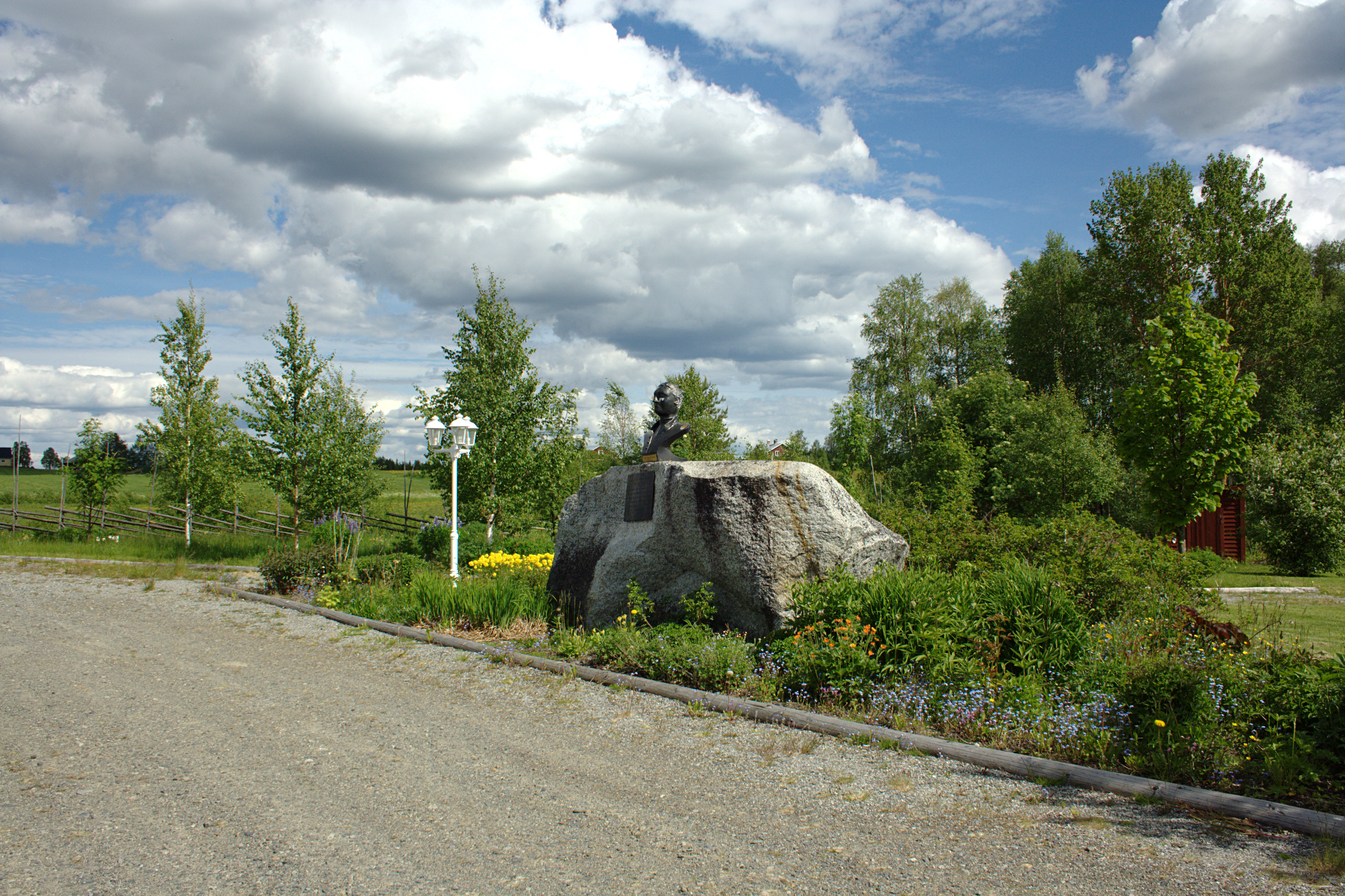
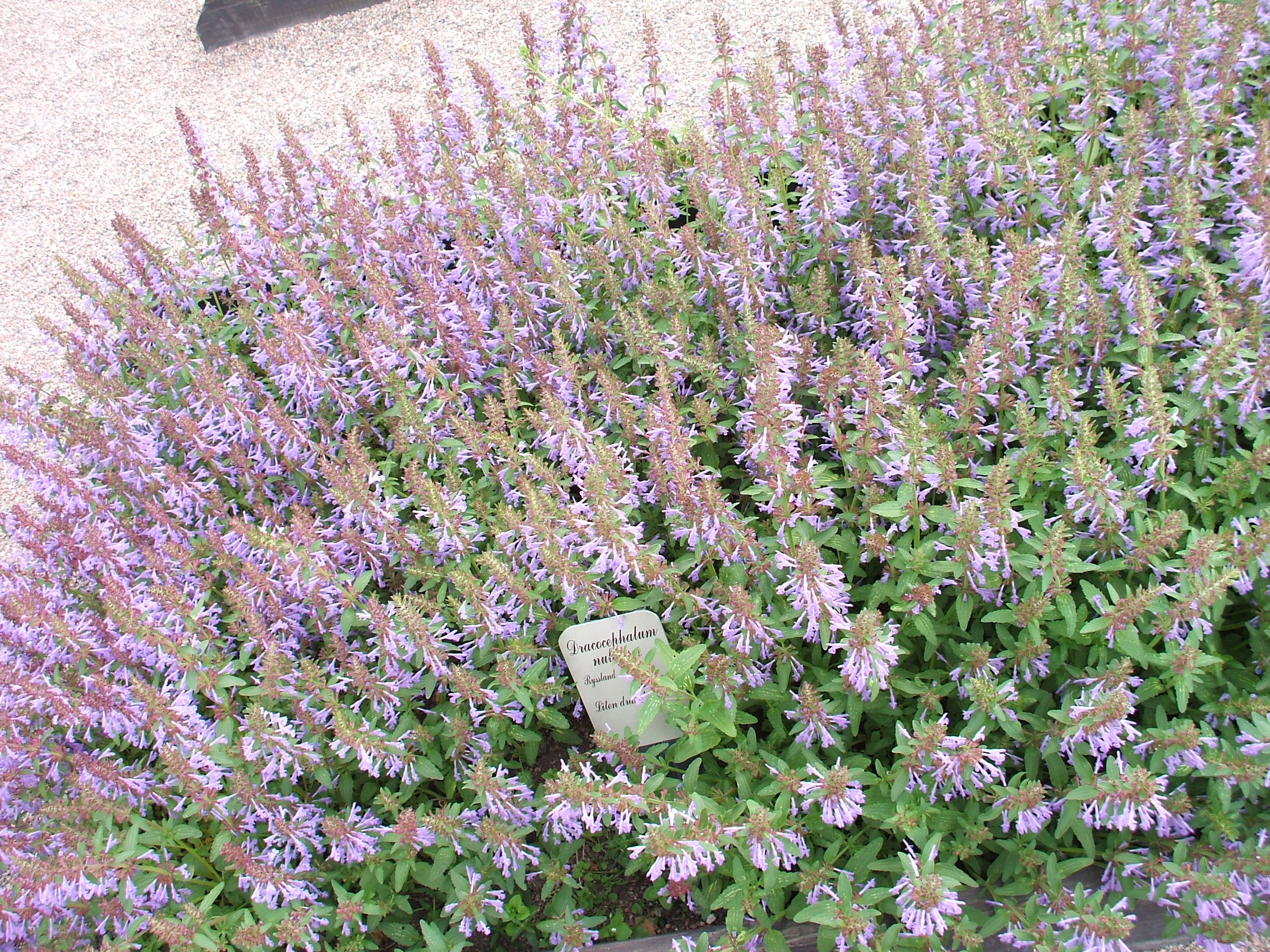
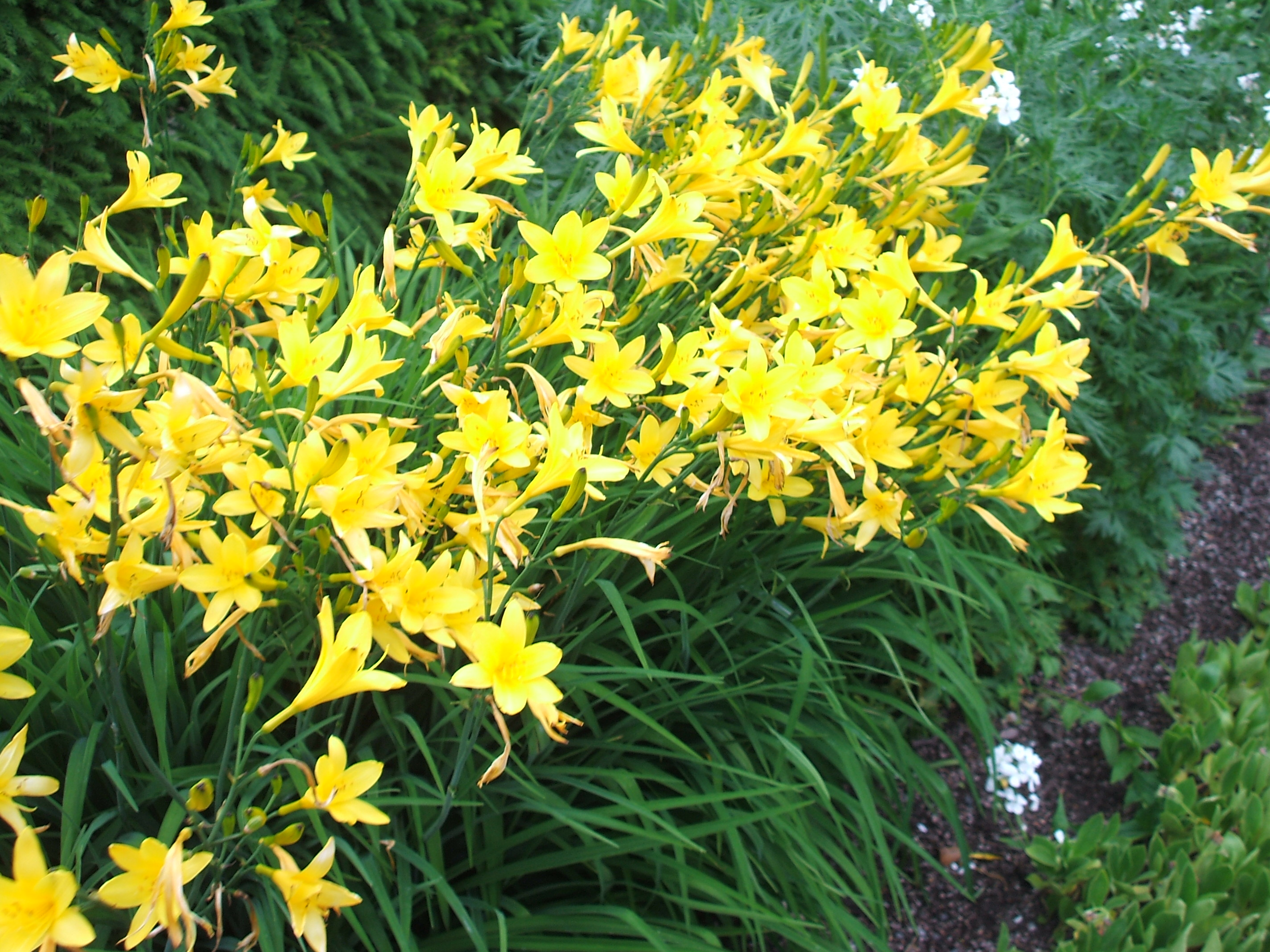
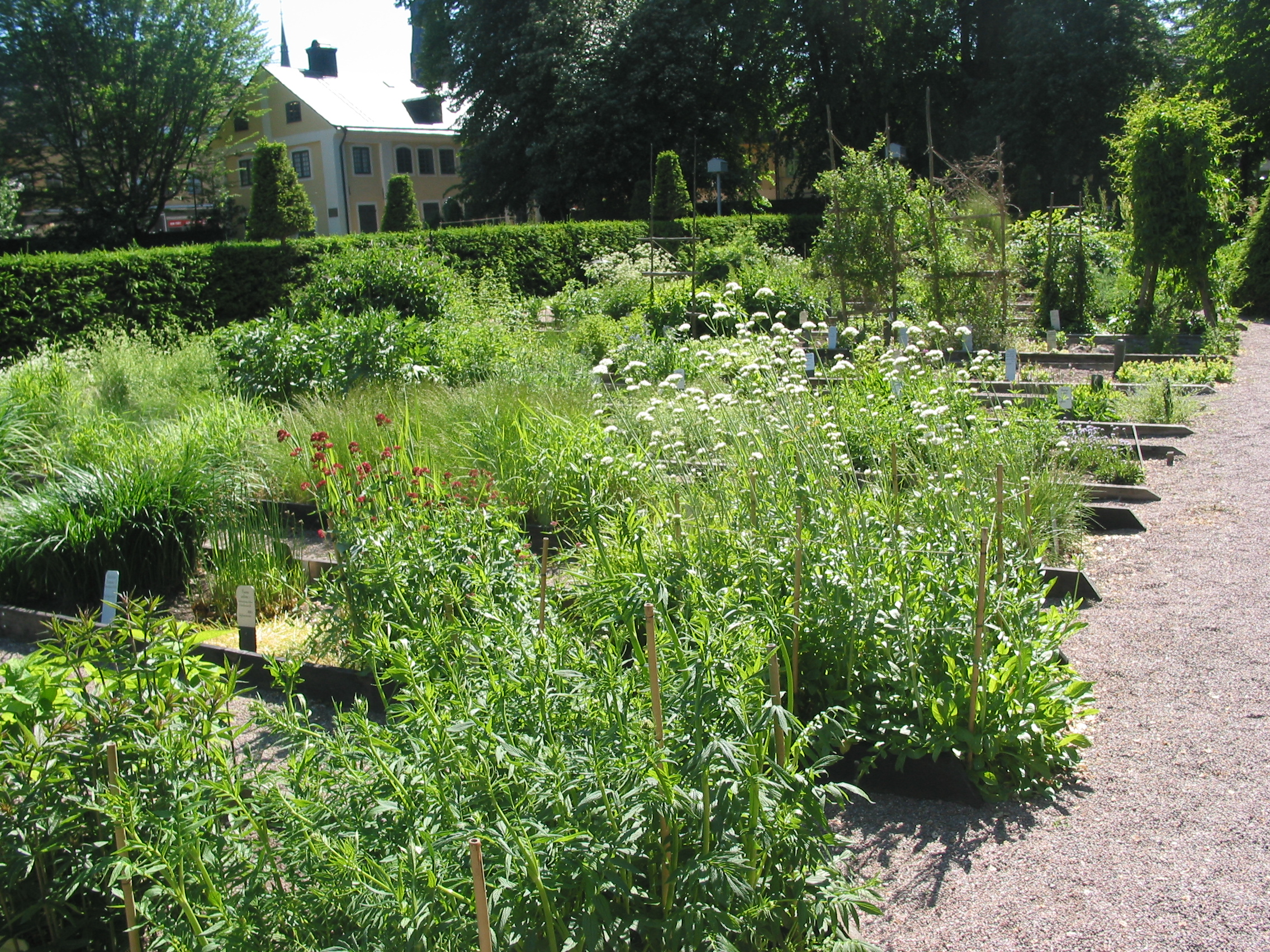
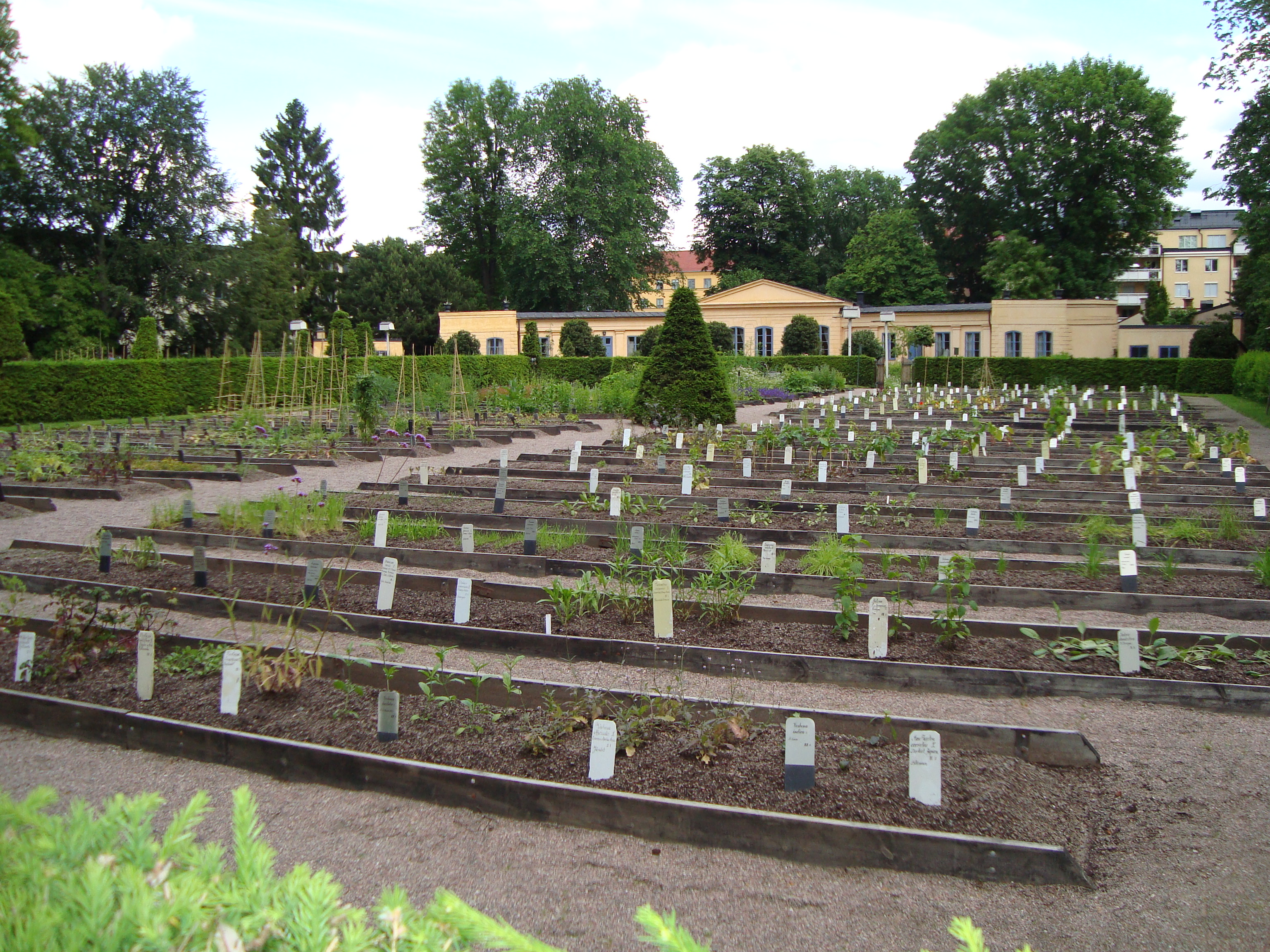
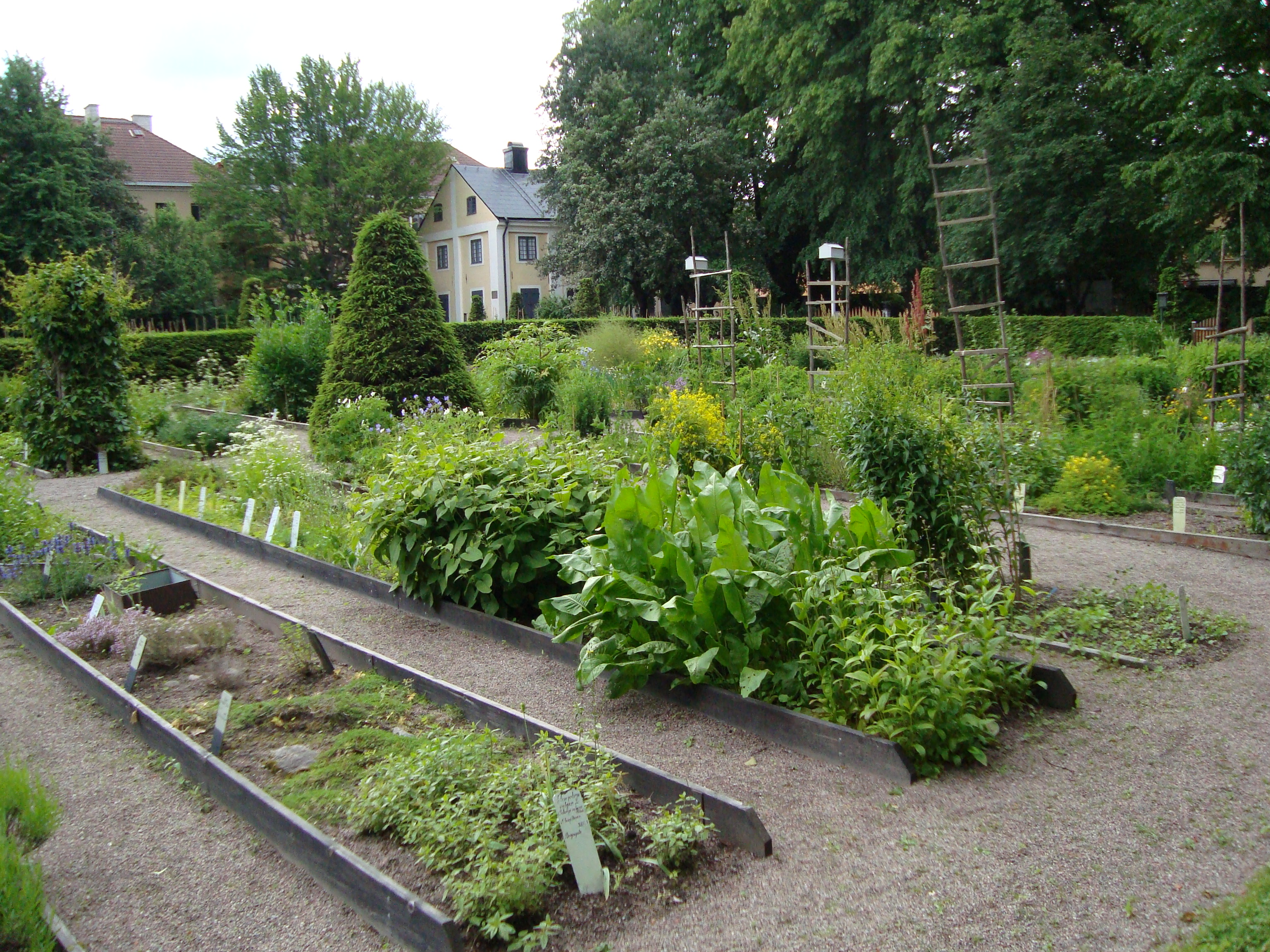